# ام‌وی اسنشن
ام‌وی اسنشن (به انگلیسی: MV Ascension) یک کشتی است که طول آن ۹۰٫۰ متر (۲۹۵٫۳ فوت) می‌باشد. این کشتی در سال ۱۹۹۳ ساخته شد.